# Apple Wallet
Apple Wallet или Wallet (рус. Кошелёк; ранее известный как Apple Passbook) — электронный кошелёк, разработанный компанией Apple, позволяющий хранить пользователям дебетовые и кредитные карты, и с помощью них, оплачивать покупки через Apple Pay. Также в приложение можно добавлять и использовать посадочные талоны, билеты в кино, купоны, бонусные карты и т.д.
С 2019 года Wallet также является основным интерфейсом для Apple Card.

## История
Apple Passbook был анонсирован на Всемирной конференции разработчиков Apple 11 июня 2012 года и выпущен с iOS 6 19 сентября 2012 года. Он был переименован в Wallet с выпуском iOS 9 16 сентября 2015 года.

## Функции
Когда пользователь запускает Wallet в первый раз, появляется краткий вводной экран с кнопкой, предлагающей пользователям просмотреть приложения в App Store с интеграцией с Wallet. Пропуска (то есть билеты, купоны и т. д.) также можно отправлять пользователю по электронной почте или сканировать с помощью встроенного сканера в Wallet.

## Экосистема

Значок «Добавить в Apple Wallet»

Пассы существуют в более крупной экосистеме, потому что абонементы создаются как пакет. Пакет представляет собой шаблон пропуска, который создается с помощью лица, подписывающего проход, вместе с соответствующими данными и закрытым ключом. Пропуска можно обновлять в любое время с помощью API PassKit, а приложение iOS может напрямую взаимодействовать с проходами, хранящимися в Wallet.
Проходы представлены и управляются кошельком. Системы и приложения взаимодействуют с пропусками через API PassKit.
В своей простейшей форме взаимодействие (или транзакция) между пропуском и системой облегчается с помощью 2D-штрих-кода или современного QR-кода, хотя для этого требуется, чтобы клиент инициировал действие.

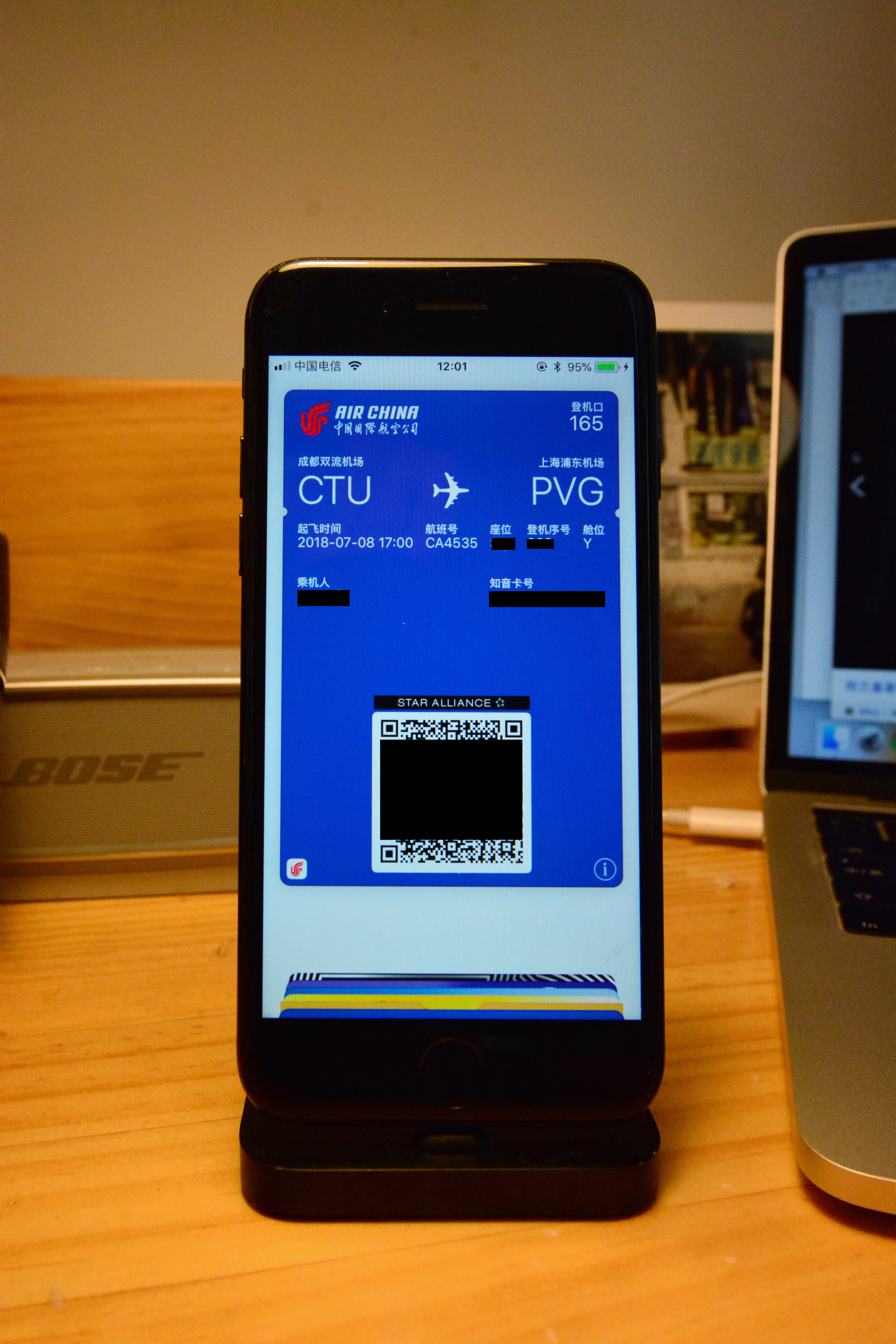
Электронный посадочный талон на рейс Air China в Apple Wallet на iPhone 7

## Доступность
Приложение Apple Wallet предустановлено на большинстве моделей iPhone и Apple Watch по всему миру, и разработчики из любой страны, где доступны ресурсы Apple Developer, могут разрабатывать пропуска для Wallet. Это отличается от Apple Pay, который находится в Wallet, который в настоящее время имеет ограниченную доступность для гораздо меньшего числа стран.